# Gandesbergen
Gandesbergen er en kommune med knap 500 indbyggere (2012), beliggende i den nordlige del af Landkreis Nienburg/Weser, i den tyske delstat Niedersachsen.

## Geografi
Gandesbergen ligger mellem naturparkerne Wildeshauser Geest og Steinhuder Meer ca. midt mellem Bremen og Hannover. Kommunen hørte ind til 2010 under Samtgemeinde Eystrup, men blev lagt sammen med Samtgemeinde Grafschaft Hoya.